# Anaulacodithella plurisetosa
Espèce
Anaulacodithella plurisetosa est une espèce de pseudoscorpions de la famille des Tridenchthoniidae.

## Distribution
Cette espèce est endémique de l'île Lord Howe en Australie.

## Description
Les femelles mesurent de 1,3 à 1,5 mm.

## Publication originale
- Beier, 1976 : The pseudoscorpions of New Zealand, Norfolk and Lord Howe. New Zealand Journal of Zoology, vol. 3, p. 199-246.